# Gran Premio di superbike del Balaton 2025
Il Gran Premio di superbike del Balaton 2025 è stato l'ottava prova del mondiale superbike del 2025. Nello stesso fine settimana si sono corsi anche l'ottava prova del campionato mondiale Supersport e la quarta del campionato mondiale WCR.

## Panoramica delle gare
In questo fine settimana il mondiale Superbike torna in Ungheria, l'ultima volta si corse all'Hungaroring nel 1990. In quell'edizione le vittorie andarono a Fred Merkel in gara uno e Raymond Roche in gara due, entrambi campioni di categoria.
Nonostante la particolarità del circuito tortuoso e con basse velocità di punta, non cambiano le forze in campo: Toprak Razgatlıoğlu, dopo la quinta pole stagionale, vince con ampio margine tutte e tre le prove allungando in classifica su Nicolò Bulega, attardato anche da una gomma sbagliata nella Superpole Race che lo relega al di fuori della zona punti. Gli altri piazzamenti su podio restano appannaggio di Ducati con Bautista e Sam Lowes.
La Supersport, non ancora disputatasi in forma di mondiale nel 1990, gareggia per la prima volta in terra magiara; la pole position va a Bo Bendsneyder con una MV Agusta che sembra aver ritrovato competitività su questo tracciato. Di altro aspetto si configura gara uno dove riemergono le Yamaha R9: è doppietta con Stefano Manzi a precedere Can Öncü. Il poleman Bensdneyer chiude il podio al terzo posto non molto distante dal compagno di squadra Filippo Farioli, quarto, al miglior risultato stagionale fin qui. Manzi si conferma in gara due, allungando in campionato, davanti alla sorpresa Simon Jespersen e ad Öncü. Jespersen riporta la bandiera Danese sul podio a distanza di quasi 17 anni, ossia quando Robbin Harms si classificò terzo al Gran Premio d'Australia nel 2008.
Il mondiale WCR in questo evento inizia la seconda metà del campionato. María Herrera, dopo aver siglato la pole, va vincere gara uno consolidando così il proprio primato in classifica. Come a Donington è poi  Beatriz Neila ad imporsi in gara due. Le due conquistano lo stesso numero di punti rimanendo a nove lunghezze di distacco. Tra le due spagnole, grazie a due secondi posti, si mette in luce la britannica Chloe Jones. Roberta Ponziani, autrice del giro più veloce in gara uno, chiude il fine settimana con due quarti posti.

## Superbike gara 1

### Arrivati al traguardo
| Pos. | Nº | Pilota                | Squadra                   | Motocicletta        | Giri | Tempo     | Griglia | Punti |
| ---- | -- | --------------------- | ------------------------- | ------------------- | ---- | --------- | ------- | ----- |
| 1º   | 1  | Toprak Razgatlıoğlu   | Rokit BMW Motorrad        | BMW M1000 RR        | 20   | 33'24.077 | 1º      | 25    |
| 2º   | 11 | Nicolò Bulega         | Aruba.it Racing - Ducati  | Ducati Panigale V4R | 20   | +3.738    | 4º      | 20    |
| 3º   | 19 | Álvaro Bautista       | Aruba.it Racing - Ducati  | Ducati Panigale V4R | 20   | +6.002    | 7º      | 16    |
| 4º   | 55 | Andrea Locatelli      | Pata Yamaha Prometeon     | Yamaha YZF R1       | 20   | +13.993   | 3º      | 13    |
| 5º   | 9  | Danilo Petrucci       | Barni Spark Racing        | Ducati Panigale V4R | 20   | +16.174   | 5º      | 11    |
| 6º   | 22 | Alex Lowes            | Bimota by Kawasaki Racing | Bimota KB998 Rimini | 20   | +16.590   | 12º     | 10    |
| 7º   | 5  | Yari Montella         | Barni Spark Racing        | Ducati Panigale V4R | 20   | +24.048   | 17º     | 9     |
| 8º   | 97 | Xavi Vierge           | Team HRC                  | Honda CBR1000 RR-R  | 20   | +26.675   | 9º      | 8     |
| 9º   | 31 | Garrett Gerloff       | Kawasaki Racing           | Kawasaki ZX-10RR    | 20   | +29.620   | 14º     | 7     |
| 10º  | 47 | Axel Bassani          | Bimota by Kawasaki Racing | Bimota KB998 Rimini | 20   | +30.105   | 20º     | 6     |
| 11º  | 60 | Michael van der Mark  | Rokit BMW Motorrad        | BMW M1000 RR        | 20   | +33.236   | 19º     | 5     |
| 12º  | 77 | Dominique Aegerter    | GYTR GRT Yamaha           | Yamaha YZF R1       | 20   | +33.767   | 13º     | 4     |
| 13º  | 29 | Andrea Iannone        | Team GoEleven             | Ducati Panigale V4R | 20   | +36.971   | 8º      | 3     |
| 14º  | 95 | Tarran Mackenzie      | MGM Bonovo Racing         | Ducati Panigale V4R | 20   | +37.944   | 21º     | 2     |
| 15º  | 99 | Bahattin Sofuoğlu     | Yamaha Motoxracing        | Yamaha YZF R1       | 20   | +38.243   | 15º     | 1     |
| 16º  | 12 | Michael Ruben Rinaldi | Yamaha Motoxracing        | Yamaha YZF R1       | 20   | +45.308   | 22º     |       |
| 17º  | 53 | Esteve Rabat          | Petronas MIE Racing Honda | Honda CBR1000 RR-R  | 20   | +46.406   | 18º     |       |
| 18º  | 21 | Zaqhwan Zaidi         | Petronas MIE Racing Honda | Honda CBR1000 RR-R  | 20   | +1'05.480 | 23º     |       |

### Ritirati
| Nº | Pilota       | Squadra                  | Motocicletta        | Giri | Griglia |
| -- | ------------ | ------------------------ | ------------------- | ---- | ------- |
| 65 | Jonathan Rea | Pata Yamaha Prometeon    | Yamaha YZF R1       | 15   | 10º     |
| 14 | Sam Lowes    | ELF Marc VDS Racing Team | Ducati Panigale V4R | 6    | 2º      |
| 7  | Iker Lecuona | Team HRC                 | Honda CBR1000 RR-R  | 0    | 6º      |
| 17 | Ryan Vickers | Team Motocorsa Racing    | Ducati Panigale V4R | 0    | 16º     |
| 87 | Remy Gardner | GYTR GRT Yamaha          | Yamaha YZF R1       | 0    | 11º     |

## Superbike gara superpole

### Arrivati al traguardo
| Pos. | Nº | Pilota                | Squadra                   | Motocicletta        | Giri | Tempo     | Griglia | Punti |
| ---- | -- | --------------------- | ------------------------- | ------------------- | ---- | --------- | ------- | ----- |
| 1º   | 1  | Toprak Razgatlıoğlu   | Rokit BMW Motorrad        | BMW M1000 RR        | 10   | 17'16.376 | 1º      | 12    |
| 2º   | 14 | Sam Lowes             | ELF Marc VDS Racing Team  | Ducati Panigale V4R | 10   | +2.810    | 2º      | 9     |
| 3º   | 19 | Álvaro Bautista       | Aruba.it Racing - Ducati  | Ducati Panigale V4R | 10   | +7.251    | 6º      | 7     |
| 4º   | 55 | Andrea Locatelli      | Pata Yamaha Prometeon     | Yamaha YZF R1       | 10   | +10.216   | 3º      | 6     |
| 5º   | 97 | Xavi Vierge           | Team HRC                  | Honda CBR1000 RR-R  | 10   | +10.509   | 7º      | 5     |
| 6º   | 47 | Axel Bassani          | Bimota by Kawasaki Racing | Bimota KB998 Rimini | 10   | +12.295   | 16º     | 4     |
| 7º   | 17 | Ryan Vickers          | Team Motocorsa Racing     | Ducati Panigale V4R | 10   | +17.005   | 12º     | 3     |
| 8º   | 95 | Tarran Mackenzie      | MGM Bonovo Racing         | Ducati Panigale V4R | 10   | +17.065   | 17º     | 2     |
| 9º   | 65 | Jonathan Rea          | Pata Yamaha Prometeon     | Yamaha YZF R1       | 10   | +18.241   | 8º      | 1     |
| 10º  | 9  | Danilo Petrucci       | Barni Spark Racing        | Ducati Panigale V4R | 10   | +20.192   | 5º      |       |
| 11º  | 77 | Dominique Aegerter    | GYTR GRT Yamaha           | Yamaha YZF R1       | 10   | +24.264   | 10º     |       |
| 12º  | 22 | Alex Lowes            | Bimota by Kawasaki Racing | Bimota KB998 Rimini | 10   | +25.144   | 9º      |       |
| 13º  | 11 | Nicolò Bulega         | Aruba.it Racing - Ducati  | Ducati Panigale V4R | 10   | +26.920   | 4º      |       |
| 14º  | 99 | Bahattin Sofuoğlu     | Yamaha Motoxracing        | Yamaha YZF R1       | 10   | +27.193   | 11º     |       |
| 15º  | 60 | Michael van der Mark  | Rokit BMW Motorrad        | BMW M1000 RR        | 10   | +30.438   | 15º     |       |
| 16º  | 12 | Michael Ruben Rinaldi | Yamaha Motoxracing        | Yamaha YZF R1       | 10   | +44.776   | 18º     |       |
| 17º  | 21 | Zaqhwan Zaidi         | Petronas MIE Racing Honda | Honda CBR1000 RR-R  | 10   | +56.587   | 19º     |       |

### Ritirati
| Nº | Pilota        | Squadra                   | Motocicletta        | Giri | Griglia |
| -- | ------------- | ------------------------- | ------------------- | ---- | ------- |
| 53 | Esteve Rabat  | Petronas MIE Racing Honda | Honda CBR1000 RR-R  | 5    | 14º     |
| 5  | Yari Montella | Barni Spark Racing        | Ducati Panigale V4R | 2    | 13º     |

## Superbike gara 2

### Arrivati al traguardo
| Pos. | Nº | Pilota                | Squadra                   | Motocicletta        | Giri | Tempo     | Griglia | Punti |
| ---- | -- | --------------------- | ------------------------- | ------------------- | ---- | --------- | ------- | ----- |
| 1º   | 1  | Toprak Razgatlıoğlu   | Rokit BMW Motorrad        | BMW M1000 RR        | 21   | 34'57.486 | 1º      | 25    |
| 2º   | 11 | Nicolò Bulega         | Aruba.it Racing - Ducati  | Ducati Panigale V4R | 21   | +10.317   | 10º     | 20    |
| 3º   | 14 | Sam Lowes             | ELF Marc VDS Racing Team  | Ducati Panigale V4R | 21   | +13.154   | 2º      | 16    |
| 4º   | 9  | Danilo Petrucci       | Barni Spark Racing        | Ducati Panigale V4R | 21   | +18.297   | 11º     | 13    |
| 5º   | 55 | Andrea Locatelli      | Pata Yamaha Prometeon     | Yamaha YZF R1       | 21   | +18.752   | 4º      | 11    |
| 6º   | 22 | Alex Lowes            | Bimota by Kawasaki Racing | Bimota KB998 Rimini | 21   | +28.052   | 12º     | 10    |
| 7º   | 97 | Xavi Vierge           | Team HRC                  | Honda CBR1000 RR-R  | 20   | +29.220   | 5º      | 9     |
| 8º   | 77 | Dominique Aegerter    | GYTR GRT Yamaha           | Yamaha YZF R1       | 21   | +30.692   | 13º     | 8     |
| 9º   | 47 | Axel Bassani          | Bimota by Kawasaki Racing | Bimota KB998 Rimini | 21   | +33.337   | 6º      | 7     |
| 10º  | 5  | Yari Montella         | Barni Spark Racing        | Ducati Panigale V4R | 21   | +33.714   | 15º     | 6     |
| 11º  | 95 | Tarran Mackenzie      | MGM Bonovo Racing         | Ducati Panigale V4R | 21   | +35.239   | 8º      | 5     |
| 12º  | 65 | Jonathan Rea          | Pata Yamaha Prometeon     | Yamaha YZF R1       | 21   | +38.979   | 9º      | 4     |
| 13º  | 99 | Bahattin Sofuoğlu     | Yamaha Motoxracing        | Yamaha YZF R1       | 21   | +39.289   | 14º     | 3     |
| 14º  | 12 | Michael Ruben Rinaldi | Yamaha Motoxracing        | Yamaha YZF R1       | 21   | +55.514   | 18º     | 2     |
| 15º  | 53 | Esteve Rabat          | Petronas MIE Racing Honda | Honda CBR1000 RR-R  | 21   | +55.659   | 16º     | 1     |
| 16º  | 60 | Michael van der Mark  | Rokit BMW Motorrad        | BMW M1000 RR        | 21   | +1'17.954 | 17º     |       |
| 17º  | 21 | Zaqhwan Zaidi         | Petronas MIE Racing Honda | Honda CBR1000 RR-R  | 21   | +1'26.535 | 19º     |       |

### Ritirati
| Nº | Pilota          | Squadra                  | Motocicletta        | Giri | Griglia |
| -- | --------------- | ------------------------ | ------------------- | ---- | ------- |
| 17 | Ryan Vickers    | Team Motocorsa Racing    | Ducati Panigale V4R | 19   | 7º      |
| 19 | Álvaro Bautista | Aruba.it Racing - Ducati | Ducati Panigale V4R | 5    | 3º      |

## Supersport gara 1

### Arrivati al traguardo
| Pos. | Nº | Pilota              | Squadra                             | Motocicletta                 | Giri | Tempo     | Griglia | Punti |
| ---- | -- | ------------------- | ----------------------------------- | ---------------------------- | ---- | --------- | ------- | ----- |
| 1º   | 62 | Stefano Manzi       | Ten Kate Racing Yamaha              | Yamaha YZF-R9                | 18   | 31'09.398 | 5º      | 25    |
| 2º   | 61 | Can Öncü            | Evan Bros. Yamaha                   | Yamaha YZF-R9                | 18   | +3.834    | 2º      | 20    |
| 3º   | 11 | Bo Bendsneyder      | MV Agusta Reparto Corse             | MV Agusta F3 800 RR          | 18   | +5.775    | 1º      | 16    |
| 4º   | 77 | Filippo Farioli     | MV Agusta Reparto Corse             | MV Agusta F3 800 RR          | 18   | +8.680    | 4º      | 13    |
| 5º   | 37 | Roberto García      | GMT94 Yamaha                        | Yamaha YZF-R9                | 18   | +9.000    | 8º      | 11    |
| 6º   | 43 | Simon Jespersen     | Ecosantagata Althea Racing          | Ducati Panigale V2           | 18   | +10.545   | 11º     | 10    |
| 7º   | 51 | Jaume Masiá         | Orelac Racing Verdnatura            | Ducati Panigale V2           | 18   | +10.847   | 31º     | 9     |
| 8º   | 32 | Oliver Bayliss      | PTR Triumph                         | Triumph Street Triple RS 765 | 18   | +12.905   | 3º      | 8     |
| 9º   | 65 | Philipp Öttl        | Feel Racing SSP Team                | Ducati Panigale V2           | 18   | +16.551   | 12º     | 7     |
| 10º  | 20 | Xavier Cardelús     | Orelac Racing Verdnatura            | Ducati Panigale V2           | 18   | +17.692   | 7º      | 6     |
| 11º  | 57 | Aldi Satya Mahendra | Evan Bros. Yamaha                   | Yamaha YZF-R9                | 18   | +21.472   | 20º     | 5     |
| 12º  | 64 | Federico Caricasulo | DG34 Racing                         | Ducati Panigale V2           | 18   | +21.587   | 19º     | 4     |
| 13º  | 23 | Marcel Schrötter    | WRP Racing                          | Ducati Panigale V2           | 18   | +21.813   | 13º     | 3     |
| 14º  | 52 | Jeremy Alcoba       | Kawasaki Racing                     | Kawasaki ZX-6R-636           | 18   | +22.401   | 10º     | 2     |
| 15º  | 50 | Ondřej Vostatek     | WRP Racing                          | Ducati Panigale V2           | 18   | +27.978   | 16º     | 1     |
| 16º  | 24 | Leonardo Taccini    | Ecosantagata Althea Racing          | Ducati Panigale V2           | 18   | +32.427   | 9º      |       |
| 17º  | 74 | Piotr Biesiekirski  | Team Flembbo-Pilote Moto Production | MV Agusta F3 800 RR          | 18   | +35.286   | 26º     |       |
| 18º  | 66 | Niki Tuuli          | QJ Motor Factory Racing             | QJ Motor SRK 800 RR          | 18   | +35.522   | 23º     |       |
| 19º  | 68 | Luke Power          | Motozoo ME AIR Racing               | MV Agusta F3 800 RR          | 18   | +42.305   | 29º     |       |
| 20º  | 26 | Daniel Blin         | EAB Racing Team                     | Ducati Panigale V2           | 18   | +44.342   | 27º     |       |
| 21º  | 63 | Syarifuddin Azman   | Petronas MIE Racing Honda           | Honda CBR600RR               | 18   | +48.299   | 25º     |       |
| 22º  | 33 | Eduardo Montero     | DG34 Racing                         | Ducati Panigale V2           | 18   | +54.966   | 28º     |       |
| 23º  | 22 | Ana Carrasco        | Honda Racing World Supersport       | Honda CBR600RR               | 18   | +1'06.691 | 30º     |       |
| 24º  | 6  | Corentin Perolari   | Honda Racing World Supersport       | Honda CBR600RR               | 14   | +4 giri   | 21º     |       |
| 25º  | 5  | Niccolò Antonelli   | VTF Racing                          | Yamaha YZF-R9                | 14   | +4 giri   | 15º     |       |
| 26º  | 94 | Lucas Mahias        | GMT94 Yamaha                        | Yamaha YZF-R9                | 14   | +4 giri   | 18º     |       |

### Ritirati
| Nº | Pilota           | Squadra                   | Motocicletta                 | Giri | Griglia |
| -- | ---------------- | ------------------------- | ---------------------------- | ---- | ------- |
| 3  | Raffaele De Rosa | QJ Motor Factory Racing   | QJ Motor SRK 800 RR          | 17   | 24º     |
| 27 | Kaito Toba       | Petronas MIE Racing Honda | Honda CBR600RR               | 16   | 14º     |
| 53 | Valentin Debise  | Renzi Corse               | Ducati Panigale V2           | 13   | 22º     |
| 69 | Tom Booth-Amos   | PTR Triumph               | Triumph Street Triple RS 765 | 13   | 17º     |
| 40 | Mattia Casadei   | Motozoo ME AIR Racing     | MV Agusta F3 800 RR          | 3    | 6º      |

## Supersport gara 2

### Arrivati al traguardo
| Pos. | Nº | Pilota              | Squadra                       | Motocicletta                 | Giri | Tempo     | Griglia | Punti |
| ---- | -- | ------------------- | ----------------------------- | ---------------------------- | ---- | --------- | ------- | ----- |
| 1º   | 62 | Stefano Manzi       | Ten Kate Racing Yamaha        | Yamaha YZF-R9                | 18   | 31'13.332 | 1º      | 25    |
| 2º   | 43 | Simon Jespersen     | Ecosantagata Althea Racing    | Ducati Panigale V2           | 18   | +1.953    | 7º      | 20    |
| 3º   | 61 | Can Öncü            | Evan Bros. Yamaha             | Yamaha YZF-R9                | 18   | +4.064    | 3º      | 16    |
| 4º   | 32 | Oliver Bayliss      | PTR Triumph                   | Triumph Street Triple RS 765 | 18   | +4.481    | 6º      | 13    |
| 5º   | 53 | Valentin Debise     | Renzi Corse                   | Ducati Panigale V2           | 18   | +6.335    | 22º     | 11    |
| 6º   | 51 | Jaume Masiá         | Orelac Racing Verdnatura      | Ducati Panigale V2           | 18   | +8.347    | 31º     | 10    |
| 7º   | 37 | Roberto García      | GMT94 Yamaha                  | Yamaha YZF-R9                | 18   | +9.246    | 9º      | 9     |
| 8º   | 20 | Xavier Cardelús     | Orelac Racing Verdnatura      | Ducati Panigale V2           | 18   | +10.287   | 11º     | 8     |
| 9º   | 40 | Mattia Casadei      | Motozoo ME AIR Racing         | MV Agusta F3 800 RR          | 18   | +10.352   | 10º     | 7     |
| 10º  | 69 | Tom Booth-Amos      | PTR Triumph                   | Triumph Street Triple RS 765 | 18   | +11.090   | 5º      | 6     |
| 11º  | 23 | Marcel Schrötter    | WRP Racing                    | Ducati Panigale V2           | 18   | +13.728   | 15º     | 5     |
| 12º  | 57 | Aldi Satya Mahendra | Evan Bros. Yamaha             | Yamaha YZF-R9                | 18   | +16.442   | 20º     | 4     |
| 13º  | 50 | Ondřej Vostatek     | WRP Racing                    | Ducati Panigale V2           | 18   | +16.676   | 18º     | 3     |
| 14º  | 27 | Kaito Toba          | Petronas MIE Racing Honda     | Honda CBR600RR               | 18   | +18.769   | 16º     | 2     |
| 15º  | 6  | Corentin Perolari   | Honda Racing World Supersport | Honda CBR600RR               | 18   | +20.582   | 21º     | 1     |
| 16º  | 11 | Bo Bendsneyder      | MV Agusta Reparto Corse       | MV Agusta F3 800 RR          | 18   | +22.811   | 8º      |       |
| 17º  | 94 | Lucas Mahias        | GMT94 Yamaha                  | Yamaha YZF-R9                | 18   | +33.605   | 4º      |       |
| 18º  | 66 | Niki Tuuli          | QJ Motor Factory Racing       | QJ Motor SRK 800 RR          | 18   | +34.543   | 23º     |       |
| 19º  | 26 | Daniel Blin         | EAB Racing Team               | Ducati Panigale V2           | 18   | +34.773   | 27º     |       |
| 20º  | 3  | Raffaele De Rosa    | QJ Motor Factory Racing       | QJ Motor SRK 800 RR          | 18   | +39.326   | 24º     |       |
| 21º  | 63 | Syarifuddin Azman   | Petronas MIE Racing Honda     | Honda CBR600RR               | 18   | +39.402   | 25º     |       |
| 22º  | 33 | Eduardo Montero     | DG34 Racing                   | Ducati Panigale V2           | 18   | +51.113   | 28º     |       |
| 23º  | 22 | Ana Carrasco        | Honda Racing World Supersport | Honda CBR600RR               | 18   | +51.303   | 30º     |       |
| 19º  | 68 | Luke Power          | Motozoo ME AIR Racing         | MV Agusta F3 800 RR          | 16   | +2 giri   | 29º     |       |

### Ritirati
| Nº | Pilota              | Squadra                             | Motocicletta        | Giri | Griglia |
| -- | ------------------- | ----------------------------------- | ------------------- | ---- | ------- |
| 52 | Jeremy Alcoba       | Kawasaki Racing                     | Kawasaki ZX-6R-636  | 12   | 13º     |
| 65 | Philipp Öttl        | Feel Racing SSP Team                | Ducati Panigale V2  | 8    | 14º     |
| 24 | Leonardo Taccini    | Ecosantagata Althea Racing          | Ducati Panigale V2  | 7    | 12º     |
| 5  | Niccolò Antonelli   | VTF Racing                          | Yamaha YZF-R9       | 7    | 17º     |
| 74 | Piotr Biesiekirski  | Team Flembbo-Pilote Moto Production | MV Agusta F3 800 RR | 6    | 26º     |
| 77 | Filippo Farioli     | MV Agusta Reparto Corse             | MV Agusta F3 800 RR | 5    | 2º      |
| 64 | Federico Caricasulo | DG34 Racing                         | Ducati Panigale V2  | 0    | 19º     |

## WCR gara 1

### Arrivate al traguardo
| Pos. | Nº | Pilota              | Squadra                    | Giri | Tempo     | Griglia | Punti |
| ---- | -- | ------------------- | -------------------------- | ---- | --------- | ------- | ----- |
| 1º   | 6  | María Herrera       | Klint Forward Factory Team | 11   | 20'58.386 | 2º      | 25    |
| 2º   | 51 | Chloe Jones         | GR Motorsport              | 11   | +1.395    | 6º      | 20    |
| 3º   | 36 | Beatriz Neila       | Ampito Crescent Yamaha     | 11   | +1.536    | 1º      | 16    |
| 4º   | 96 | Roberta Ponziani    | Klint Forward Factory Team | 11   | +3.575    | 3º      | 13    |
| 5º   | 64 | Sara Sanchez        | Terra&Vita GTR Racing Team | 11   | +4.275    | 5º      | 11    |
| 6º   | 46 | Pakita Ruiz         | PR46+1 Racing Team         | 11   | +6.820    | 4º      | 10    |
| 7º   | 52 | Jessica Howden      | Team Trasimeno             | 11   | +7.232    | 10º     | 9     |
| 8º   | 64 | Avalon Lewis        | Carl Cox Motor Sport       | 11   | +9.403    | 8º      | 8     |
| 9º   | 17 | Lucie Boudesseul    | GMT94 Yamaha               | 11   | +15.431   | 7º      | 7     |
| 10º  | 83 | Astrid Madrigal     | Pons ITALIKA Racing FIMLA  | 11   | +20.081   | 15º     | 6     |
| 11º  | 5  | Sara Varon          | Pons ITALIKA Racing FIMLA  | 11   | +27.405   | 12º     | 5     |
| 12º  | 20 | Natalia Rivera      | Terra&Vita GTR Racing Team | 11   | +29.486   | 9º      | 4     |
| 13º  | 16 | Lucy Michel         | TSL-Racing                 | 11   | +33.265   | 14º     | 3     |
| 14º  | 33 | Chun Mei Lui        | WT Racing Team Taiwan      | 11   | +40.747   | 13º     | 2     |
| 15º  | 14 | Mallory Dobbs       | Diva Racing                | 11   | +42.778   | 18º     | 1     |
| 16º  | 19 | Adela Ourednickova  | DaftMotoracing by Smrž     | 11   | +42.838   | 17º     |       |
| 17º  | 4  | Emily Bondi         | Zelos Trasimeno            | 11   | +57.721   | 22º     |       |
| 18º  | 22 | Madalena Simoes     | FB Racing Team             | 11   | +58.297   | 20º     |       |
| 19º  | 76 | Jamie Hanks-Elliott | Hanks Racing               | 11   | +1'03.754 | 21º     |       |
| 20º  | 32 | Sonya Lloyd         | Team Trasimeno             | 11   | +1'06.546 | 19º     |       |
| 21º  | 29 | Billee Fuller       | Carl Cox Motor Sport       | 11   | +1'17.240 | 25º     |       |
| 22º  | 94 | Beatrice Barbera    | Team GP3 AD11              | 11   | +1'21.224 | 23º     |       |
| 23º  | 78 | Elisa Gendron       | Pons ITALIKA Racing FIMLA  | 11   | +1'39.995 | 24º     |       |

### Ritirate
| Nº | Pilota         | Squadra               | Giri | Griglia |
| -- | -------------- | --------------------- | ---- | ------- |
| 8  | Tayla Relph    | Full Throttle Racing  | 8    | 11º     |
| 28 | Ornella Ongaro | 511 Racing Experience | 0    | 16º     |

## WCR gara 2

### Arrivate al traguardo
| Pos. | Nº | Pilota              | Squadra                    | Giri | Tempo     | Griglia | Punti |
| ---- | -- | ------------------- | -------------------------- | ---- | --------- | ------- | ----- |
| 1º   | 36 | Beatriz Neila       | Ampito Crescent Yamaha     | 11   | 20'54.855 | 4º      | 25    |
| 2º   | 51 | Chloe Jones         | GR Motorsport              | 11   | +0.220    | 5º      | 20    |
| 3º   | 6  | María Herrera       | Klint Forward Factory Team | 11   | +0.862    | 3º      | 16    |
| 4º   | 96 | Roberta Ponziani    | Klint Forward Factory Team | 11   | +4.615    | 1º      | 13    |
| 5º   | 64 | Sara Sanchez        | Terra&Vita GTR Racing Team | 11   | +4.997    | 2º      | 11    |
| 6º   | 46 | Pakita Ruiz         | PR46+1 Racing Team         | 11   | +10.967   | 6º      | 10    |
| 7º   | 64 | Avalon Lewis        | Carl Cox Motor Sport       | 11   | +15.291   | 8º      | 9     |
| 8º   | 52 | Jessica Howden      | Team Trasimeno             | 11   | +15.417   | 7º      | 8     |
| 9º   | 17 | Lucie Boudesseul    | GMT94 Yamaha               | 11   | +18.599   | 9º      | 7     |
| 10º  | 83 | Astrid Madrigal     | Pons ITALIKA Racing FIMLA  | 11   | +20.657   | 15º     | 6     |
| 11º  | 8  | Tayla Relph         | Full Throttle Racing       | 11   | +25.173   | 11º     | 5     |
| 12º  | 5  | Sara Varon          | Pons ITALIKA Racing FIMLA  | 11   | +35.650   | 12º     | 4     |
| 13º  | 20 | Natalia Rivera      | Terra&Vita GTR Racing Team | 11   | +45.780   | 10º     | 3     |
| 14º  | 33 | Chun Mei Lui        | WT Racing Team Taiwan      | 11   | +42.932   | 13º     | 2     |
| 15º  | 14 | Mallory Dobbs       | Diva Racing                | 11   | +43.366   | 17º     | 1     |
| 16º  | 16 | Lucy Michel         | TSL-Racing                 | 11   | +43.644   | 14º     |       |
| 17º  | 4  | Emily Bondi         | Zelos Trasimeno            | 11   | +56.471   | 18º     |       |
| 18º  | 19 | Adela Ourednickova  | DaftMotoracing by Smrž     | 11   | +56.497   | 16º     |       |
| 19º  | 76 | Jamie Hanks-Elliott | Hanks Racing               | 11   | +58.188   | 21º     |       |
| 20º  | 22 | Madalena Simoes     | FB Racing Team             | 11   | +1'09.795 | 20º     |       |
| 21º  | 29 | Billee Fuller       | Carl Cox Motor Sport       | 11   | +1'25.055 | 24º     |       |
| 22º  | 32 | Sonya Lloyd         | Team Trasimeno             | 11   | +1'25.309 | 19º     |       |
| 23º  | 94 | Beatrice Barbera    | Team GP3 AD11              | 11   | +1'26.468 | 22º     |       |
| 24º  | 78 | Elisa Gendron       | Pons ITALIKA Racing FIMLA  | 11   | +1'26.564 | 23º     |       |